# 埃德蒙兹顿
埃德蒙兹顿（英語：Edmundston）是加拿大新不伦瑞克省马达沃斯卡县的一个城市。总人口16032（2011年）。

## 友好城市
- 法國 帕尔特奈